# Faridhoo
Faridhoo (Dhivehi: ފަރިދޫ) is een van de bewoonde eilanden van het Haa Dhaalu-atol behorende tot de Maldiven.

## Demografie
Faridhoo telt (stand maart 2007) 126 vrouwen en 109 mannen.